# Lysandra radio
Lysandra radio är en fjärilsart som beskrevs av Bright och Leeds 1938. Lysandra radio ingår i släktet Lysandra och familjen juvelvingar. Inga underarter finns listade i Catalogue of Life.